# Камбала, Каспарс
Каспарс Камбала (латыш. Kaspars Kambala; род. 13 декабря 1978, Рига, СССР) — латвийский профессиональный баскетболист и боксёр, играет на позициях центрового и тяжёлого форварда.

## Карьера
Четыре года учился в Университете Невады в Лас-Вегасе, после чего играл в таких профессиональных клубах, как «Эфес Пилсен», «Реал Мадрид», УНИКС и «Фенербахче». «Енисей» стал первым клубом, с которым Камбала заключил контракт после отбытия двухлетней дисквалификации (в декабре 2006 года Камбала был дисквалифицирован после того, как допинг-тест показал наличие в его крови метаболитов кокаина).
За время отлучения от баскетбола Камбала успел осуществить мечту детства и выйти на боксёрский ринг. Он дебютировал в качестве боксера-профессионала 11 января 2008 года в Лас-Вегасе и за неполный год успел провести четыре боя в Лас-Вегасе, выиграв три и один сведя вничью. Спустя 11 лет 23 марта 2019 вернулся в ринг и победил белоруса Александра Няхайчика.

## Сборная Латвии
В составе национальной сборной Латвии играл на чемпионатах Европы 2001, 2003 и 2009 годов.

## Достижения
- Чемпион Турции (2): 2001/2002, 2002/2003
- Обладатель Кубка Турции: 2001/2002
- Чемпион конференции WAC: 1998
- Чемпион конференции Mountain West: 2000